# Селюков (Лубенский район)
Селюко́в (укр. Селюків) — село, Окопский сельский совет, Лубенский район, Полтавская область, Украина.
Код КОАТУУ — 5322885407. Население по переписи 2001 года составляло 24 человека.
Село упоминается на специальной карте Западной части России Шуберта 1826—1840 годов как Селиков.

## Географическое положение
Село Селюков находится на расстоянии в 3,5 км от рек Многа и Сулица.
По селу протекает пересыхающий ручей с запрудой.

## Экономика
- Молочно-товарная ферма.[источник не указан 1526 дней]